# باب باررو
باب باررو (انگلیسی: Bob Burrow؛ ۲۹ ژوئن ۱۹۳۴ – ۳ ژانویهٔ ۲۰۱۹) بازیکن بسکتبال اهل ایالات متحده آمریکا بود. از باشگاه‌هایی که در آن بازی کرده‌است می‌توان به لس آنجلس لیکرز اشاره کرد.